# Ibtissam Bouharat
Ibtissam Bouharat (en arabe : إبتسام بوحرات), née le 2 janvier 1990 à Berchem-Sainte-Agathe en Belgique, est une footballeuse internationale marocaine évoluant au poste de milieu de terrain.
Formée au RSC Anderlecht en 2005, elle s'engage un an plus tard à KV Malines et y dispute trois saisons. Elle enchaîne ensuite les clubs belges tels que DVK Haacht, DVC Eva's Tirlemont et le Lierse SK avant d'être transférée au Standard de Liège, club avec lequel elle remporte le championnat de Belgique et des Pays-Bas en 2013. Elle met un terme à sa carrière dans un premier temps en juillet 2016 avant de rechausser les crampons en août 2022. 
Elle possède également la nationalité belge. Après avoir honoré plusieurs sélections en équipe de Belgique espoirs entre 2010 et 2011, elle finit par opter pour la sélection du Maroc grâce au sélectionneur Abid Oubenaissa avec laquelle elle prend part aux qualifications des Jeux olympiques 2012 ainsi qu'aux qualifications à la CAN 2012 et à la CAN 2016.
Ibtissam Bouharat est la première joueuse issue de la diaspora marocaine à être sélectionnée en équipe du Maroc.

## Biographie
Née de parents marocains originaires de Tanger, Ibtissam Bouharat voit le jour à Berchem-Sainte-Agathe et grandit dans une fratrie composée de quatre frères et trois sœurs. 
Sa sœur cadette, Sirine, est également joueuse de football à l'Eendracht Alost jusqu'en 2022, avant de rejoindre La Gantoise.
« Mes parents n'ont jamais voulu me laisser jouer au football parce qu'il trouvait que c'était un sport de garçons. Il a fallu attendre mes 15 ans pour que je puisse pratiquer le football en club au RSC Anderlecht. »
— Ibtissam Bouharat, Emission 100% oussoud

### Carrière en club
Elle débute en 2005 au RSC Anderlecht. L'année suivante, elle part au KV Malines où elle reste trois saisons. Ensuite, elle joue au DVK Haacht. En 2010, elle change à nouveau de club et signe au DVC Eva's Tirlemont. 
En 2011, c'est le Lierse SK qui l'accueille dans ses rangs.  En juin 2012, elle signe au Standard de Liège, club avec lequel elle remporte le championnat de Belgique et la Supercoupe de Belgique. 
En juin 2013, elle revient dans son club d'origine, le RSC Anderlecht. Un an plus tard, Ibtissam Bouharat part au PSV, c'est sa première expérience à l'étranger et c'est dans ce club qu'elle décide de se retirer des terrains en 2016.

#### Retour sur les terrains avec Malines (2022-2024)
Après une pause de six ans sans jouer pour des raisons professionnelles et familiales, elle fait son retour en s'engageant le 9 août 2022 avec le KV Malines en première division du championnat belge.
Elle retrouve les terrains quelques jours après sa signature, le 12 août 2022, en entrant en jeu à la 60e minute face au Sporting de Charleroi en match de la première journée de Super League.
Le 15 octobre 2022 est un jour spécial pour Ibtissam Bouharat puisqu'elle affronte la Gantoise où évolue sa sœur Sirine. Mais Ibtissam a dû céder sa place à la 43e. Ce match comptant pour la 7e journée de Super League se solde par une défaite du KV Malines (2-0).
En Coupe nationale, elle et son équipe sont éliminées par le Club Bruges (YLA) au stade des huitièmes de finale, le 1er novembre 2022 sur le score de 6 buts à 3.
Le 5 novembre 2022, Bouharat réalise une passe décisive lors de la réception d'Alost. Le KV Malines s'impose 4-0 et signe sa deuxième victoire de la saison en championnat.
Ibtissam et sa sœur Sirine se rencontrent à nouveau le 26 novembre sur le terrain de Malines cette fois pour le compte de la 12e journée de championnat. La Gantoise s'impose à nouveau (3-0) après avoir remporté le match aller.
Le 9 décembre elle ouvre son compteur de but en inscrivant l'unique réalisation des Malinoises qui s'inclinent devant le RSC Anderlecht (6-1).
La journée suivante le 18 décembre, elle inscrit son deuxième but de la saison en ouvrant le score de la rencontre face au Royal Charleroi. Le match se termine sur un nul (1-1).
Elle marque son 3e but de l'exercice 2022-2023 face à Alost pour le compte de la première journée des play-offs. Face au même adversaire, elle marque également un but le 22 avril 2023.
Le 29 avril 2023 elle réalise une passe décisive face à Zulte dans un match qui se termine sur une victoire des Malinoises.
La journée suivante elle s'illustre à nouveau avec un but sur coup franc et une passe décisive contre le White Star. 
Ainsi, elle boucle sa première saison avec le KV Malines en ayant pris part à un total de 29 matchs pour Standard de Liège (féminines)5 buts marqués et 3 passes décisives.
Ibtissam Bouharat prolonge avec le club malinois et dispute son premier match de la saison 2023-2024 en entrant en jeu contre le RSC Anderlecht le 2 septembre 2023 à l'occasion de la 2e journée de Super League. Son équipe s'incline sur le score de 4 buts à 1.
Le 4 novembre 2023 elle contribue à la victoire de son équipe face à Charleroi avec un triplé (4-2). Le week-end suivant, elle réalise deux passes décisives face à l'Olsa Brakel en huitième de finale de la Coupe nationale (victoire, 0-5). Elle est buteuse malheureuse contre la Gantoise (défaite, 6-2). 
Elle inscrit son 10e but sous les couleurs du KV Malines le 9 décembre 2023 contre le Standard de Liège sur le terrain de ce dernier. Ce jour-là, les Malinoises s'inclinent lourdement et Bouharat marque l'unique but de son équipe (défaite, 8-1).
Ibtissam Bouharat dispute son dernier match sous les couleurs du KV Malines le 4 mai 2024 face à Zulte-Waregem (défaite, 2-0). C'est également, le dernier match de sa carrière de footballeuse puisqu'elle prend la décision de raccrocher les crampons.

### Carrière internationale
Ibtissam Bouharat représente le Maroc au niveau international après avoir joué avec la Belgique en catégorie de jeunes.

#### Les débuts avec le Maroc (2011)
Elle honore sa première sélection le 4 janvier 2011 à l'occasion d'un match amical contre l'équipe d'Égypte au Caire. 
Le même mois, elle prend part au match aller du premier tour des qualifications des Jeux olympiques 2012 en affrontant la Tunisie. Mais le Maroc se fait éliminer malgré sa victoire au match retour (1-0) en Tunisie. Les Lionnes de l'Atlas s'inclinent au match aller à El Jadida 3-0. Bouharat inscrit l'unique but marocain lors de la deuxième manche à Radès.

#### Des Lionnes qui peinent à se qualifier (2012-2016)
Elle participe aux qualifications à la CAN 2012 sous la houlette du sélectionneur Abid Oubenaissa. 
Mais le Maroc échoue face au Sénégal lors du dernier tour en juin 2012. 
Les coéquipières d'Ibtissam Bouharat perdent lors de la séance de tirs au but, après un score de 0-0 sur l'ensemble des deux matchs.
Elle est absente pour les qualifications à la CAN 2014 mais présente pour celles de la CAN 2016 qui voit le Maroc se faire sortir dès le premier tour par le Mali. Ibtissam Bouharat prend part aux deux rencontres en tant que titulaire,.

#### Retour en sélection après six ans d'absence (2022-2024)
Ibtissam Bouharat est de nouveau convoquée en équipe nationale sous la houlette de Reynald Pedros pour prendre part à un rassemblement au Complexe Mohammed VI du 29 août au 6 septembre 2022.
Elle prend part à un stage en Espagne au mois d'octobre 2022 durant lequel le Maroc affronte en amical la Pologne et le Canada. Bouharat entre en jeu lors de la première rencontre qui voit la Pologne s'imposer 4-0. Elle débute titulaire lors du second match qui se termine par une autre défaite marocaine (4-0).
Reynald Pedros la convoque pour le stage suivant à Marbella au mois de novembre 2022 durant lequel le Maroc s'oppose à l'Irlande dans une double confrontation amicale. Elle entre en jeu lors des deux matchs. Le premier qui se joue à huis clos (non-FIFA), se termine sur un nul (2-2) et le deuxième sur une victoire irlandaise (4-0).
Elle est sélectionnée en avril 2023 pour prendre part à deux matchs amicaux internationaux contre la Tchéquie et la Roumanie respectivement le 6 avril 2023 à Prague et le 11 avril 2023 à Bucarest. Elle entre en jeu contre les Roumaines dans un match qui se termine par une courte défaite marocaine (1-0).
Bien qu'elle participe aux stages qui précèdent la Coupe du monde, Ibtissam Bouharat n'est pas sélectionnée pour prendre part à la phase finale en Australie/Nouvelle-Zélande.

## Statistiques
Le tableau suivant liste les rencontres de l'équipe du Maroc auxquelles a participé Ibtissam Bouharat depuis le 4 janvier 2011 :

### Statistiques par année
| Sélection | Année | Matchs | Buts | Assists |
| --------- | ----- | ------ | ---- | ------- |
| Maroc     | 2011  | 3      | 1    | 0       |
| Maroc     | 2012  | 2      | 0    | 0       |
| Maroc     | 2015  | 2      | 0    | 0       |
| Maroc     | 2016  | 2      | 0    | 0       |
| Maroc     | 2022  | 3      | 0    | 0       |
| Maroc     | 2023  | 2      | 0    | 0       |
| Total     | Total | 14     | 1    | 0       |

## Palmarès

### En club
- Championne de Belgique (1) : 2013 avec le Standard de Liège
- Championne D2 (1) : 2013 avec le Standard de Liège
- Supercoupe de Belgique (1) : 2012 avec le Standard de Liège
- Championne D3 (1): 2005 avec le RSC Anderlecht[réf. souhaitée]
- Coupe de Belgique U17: 2005 avec le RSC Anderlecht[réf. souhaitée]

### Distinctions individuelles
- Femme africaine de l'année : Sportive féminine en 2011[40], 2013
- Lionne belge : 2014[41] et 2015[41]
- Meilleure joueuse d'origine africaine en Belgique : 2014
- Équipe type de la Eredivisie comme milieu défensif : 2015

## Reconversion
Ibtissam Bouharat arrête provisoirement sa carrière de footballeuse en 2016 alors âgée de 26 ans pour devenir professeur d'anglais à Bruxelles. Puis quelques années plus tard, enseignante de français et de néerlandais au Maroc.
Elle travaille également avec la fédération américaine de football et la FIFA dans le domaine de la formation des jeunes joueuses.

## Vie privée
Ibtissam Bouharat est mariée à Rachid Hmouda, ancien attaquant du Beerschot. De leur union, naissent deux enfants.